# كيليان مورفي
كيليان مورفي (بالإنجليزية: Cillian Murphy) (مواليد 25 مايو 1976) هو ممثل أيرلندي، شارك في أدوار عدة ومهمة في أفلام ناجحة للمخرج كريستوفر نولان منها فيلمين من ثلاثية فارس الظلام وفيلم استهلال ومسلسل بيكي بلايندرز وفيلم أوبنهايمر. حصل على العديد من الجوائز بما في ذلك جائزة الأوسكار لأفضل ممثل.

## النشأة
وُلد كيليان مورفي في 25 مايو 1976 بمدينة كورك في جمهورية أيرلندا، وهو الأكبر بين إخوته الثلاثة. كان والده يشتغل في قطاع التعليم أما أمه فكانت معلمة للغة الفرنسية. بدأ كيليان يتعلم الموسيقى وكتابة الأغاني منذ سن العاشرة. تلقى تعليمه الثانوي بمدرسة كاثوليكية محلية وفيها بدأ اهتمامه بالتمثيل، بعد مشاركته في إحدى المسرحيات المدرسية. وقد وصف كيليان الأمر بالتجربة عالية النشوة. ولإعجابه بأدائه الجيد نصحه مدرسه «وليام وال» والذي كان روائيًا وشاعرًا، بالإستمرار في التمثيل.
في أواخر سن المراهقة وبداية العشرينات كان كيليان مهتما كثيرًا بالموسيقى، حيث كان يلعب الغيتار رفقة أخيه وقد أسسا فرقتهم الخاصة وأسموها "The Sons of Mr. Greengenes"، وكانو على خطوة من توقيع عقد مع أحد شركات توزيع الموسيقى، ولم يتحقق ذلك بسبب كون أخيه لا يزال في المدرسة الثانوية إضافة لأن شركة التوزيع لم تكن سخية بما يكفي. ويعلق كيليان على هذا الموضوع بأنه جد سعيد لعدم توقيع ذلك العقد، بسبب الارتباط الالتزامي الذي كان سينشأ عنه.

## حياته المهنية
التحق كيليان بجامعة كورك ليدرس الحقوق، لكنه لم يكمل سنته الأولى بسبب عدم حبه للمجال، وكذلك لاهتمامه في تلك الفترة بالغناء. وبعد أن شهد مراحل إنتاج أحد الأفلام الايرلندية، عاد اليه اهتمامه بالتمثيل ليشارك بعدها في عدد من الأعمال المسرحية المحلية وشارك أيضا في الفيلم الكوميدي الأيرلندي الأمريكي Des Bishop
وحسب ما قال عن تجاربه الأولى فإن دافعه الأول من التمثيل كان للاحتفال والتعرف على الفتيات، وليس لبداية مشوار فني.
بعد خروجه من الجامعة التحق كيليان بشركة إنتاج مسرحية في مدينة كورك تدعى «كوركادوركا»، ولعب دور بارزا في مسرحية "disco pigs" إلى جانب العديد من المسرحيات الأخرى. تلى ذلك أدوار عديدة، بما فيها فيلم مقتبس عن مسرحية "Disco Pigs" سنة 2001. قبل أن يأتي الدور الذي سيوصله للعالمية وكان في فيلم داني بويل "28 Days Later" سنة 2002، والذي حضي باهتمام عالمي كبير، وبسبب دوره في هذا الفيلم تم ترشيحه من طرف "The Empire Awards" كأفضل ممثل صاعد.
بعد ذلك شارك في مجموعة من الأفلام الكبرى على غرار "Cold Mountain" و "Girl with a Pearl Earring" سنة 2003. ثم تلى ذلك أدوار شريرة على غرار جوناثان كراين الطبيب النفسي المجنون في «باتمان البدايات» سنة 2005 ودور جاكسون ريبنير في فيلم "Red Eye" في نفس السنة. هذان الدوران جعلا النقاد يصفونه بالشرير المثالي. وفي نفس السنة ظهر رفقة ليام نيسون في فيلم "Breakfast on Pluto". وعلى الرغم من أن الفيلم لم يحقق نجاحا كبيرا الا أن كيليان مورفي ترشح لجائزة غولدن غلوب لأفضل ممثل في دور كوميدي أو موسيقي، وحاز جائزة أفضل ممثل ايرندي والتي تقدمها أكاديمية السينما والتلفزيون الأيرلندية.
في سنة 2006 لعب كيليان مورفي دورا بارزا في فيلم "The Wind that Shakes the Barley" والذي يتحدث عن حرب الاستقلال الأيرندية. وحصل هذا العمل على النخلة الذهبية في مهرجان كان السينمائي سنة 2006. في سنة 2007 شارك في بطولة فيلم الخيال العلمي "Sunshine" والذي يتحدث عن مهمة لإعادة احياء الشمس بعد أن أوشكت على الخمود. وفي سنة 2008 عاد لمواصلة رحلته مع كريس نولان في تكملة لسلسة باتمان في "The Dark Knight"، هذا الجزء الذي حقق نجاحاً كبيراً. ومع نفس المخرج شارك كيليان مورفي رفقة ليوناردو ديكابريو في الفلم التحفة "Inception" سنة 2010 وبعدها "Dark Knight Rises" أخر أجزاء ثلاثية باتمان. كما شارك في فيلم كريس نولان الأخير «دانكيرك» والذي عرض سنة 2017
كما كان حاضرا في العديد من الأعمال الأخرى سواء ذات الميزانية العالية على غرار "Transcendance" سنة 2014 و " In The Heart of the Sea" سنة 2015 وكذلك الأفلام المستقلة مثل "Broken" و "Red Lights" رفقة «روبرت دي نيرو» سنة 2012 وغيرها العديد من الأفلام الأخرى.
لكن أهم دور اشتهر به كيليان مورفي بين الجمهور كان تأديته لشخصية توماس شيلبي في المسلسل الأيقوني بيكي بلايندرز "Peaky Blinders". وكان قد بدأ عرض هذا المسلسل في سنة 2013 ولازال قائما إلى اليوم، بحيث ينتظر إطلاق فيلم تكملة للجزء السادس. ويحكي المسلسل قصة عصابة محلية في بداية عشرينات القرن الماضي بمدينة بيرمنغهام، تقودها عائلة شيلبي ويتزعمها توماس والذي يؤدي دوره كيليان مورفي. وأبدى كيليان مورفي حماسه للمسلسل في كثير من اللقاءات الصحفية، وعبر عن مدى اقتناعه واعجابه بشخصية توماس شيلبي. وقد حقق مسلسل بيكي بلايندرز إلى اليوم نجاحا هائلا وتقييمات ايجابية من طرف النقاد.

## حياته الشخصية
تزوج كيليان مورفي من صديقته إيفون ماكغينيس عام 2004، والتي التقا بها عام 1996 في إحدى الحفلات الموسيقية. ويعيش الزوجان حالياً رفقة طفليهما في أيرلندا.
لازال كيليان مهتماً بالموسيقى وكتابة الأغاني والتي يؤديها فقط في بعض المناسبات مع أصدقائه والعائلة. كان كيليان مورفي نباتياً لفترة طويلة من حياته، والدافع من ذلك ليس معارضة قتل الحيوانات بل معارضته للممارسات الزراعية التجارية الغير صحية، وقد بدأ يأكل اللحوم مجدداً خلال عمله في مسلسل بيكي بلايندرز، إضافةً لذلك هو من المواضبين على الجري وتمارين اللياقة البدنية، ويفضل البقاء قريباً من عائلته ويرفض فكرة الانتقال للعيش في هوليوود، إضافةً لرفضه فكرة التحدث عن حياته الشخصية أمام الجمهور، وكان قد بدأ الظهور في اللقاءات التلفزيونية حتى سنة 2010 عندما حل ضيفاً على أحد البرامج الأيرلندية.

## الأعمال

### أفلام
- بعد 28 يوما - 2002
- الفتاة ذات القرط اللؤلؤي - 2003
- جبل الثلج - 2003
- الإفطار على بلوتو - 2005
- بداية باتمان - 2005
- العين الحمراء - 2005
- الرياح التي تهز الشعير - 2006
- ضوء الشمس - 2007
- فارس الظلام - 2008
- على حافة الحب - 2008
- استهلال - 2010
- ترون: الإرث - 2010
- في الوقت المحدد - 2011
- نهوض فارس الظلام - 2012
- تسامي - 2014
- في قلب البحر - 2015
- سلاح مجاني - 2016
- الحفلة - 2017
- دونكيرك - 2017
- آنا - 2019
- مكان هادئ: الجزء الثاني - 2021
- أوبنهايمر - 2023
- أشياء صغيرة كهذه (فيلم) - 2024

### مسلسلات
- بيكي بلايندرز

### المسرح
- جعجعة بلا طحن - 1998
- النورس - 2003

## الجوائز والتكريم
- جائزة أوسكار لعام 2024 لأفضل ممثل، عن دوره في فيلم أوبنهايمر.[16][17]

## وصلات خارجية
- كيليان مورفي على موقع IMDb (الإنجليزية)
- كيليان مورفي على موقع ميتاكريتيك (الإنجليزية)
- كيليان مورفي على موقع الموسوعة البريطانية (الإنجليزية)
- كيليان مورفي على موقع روتن توميتوز (الإنجليزية)
- كيليان مورفي على موقع مونزينجر (الألمانية)
- كيليان مورفي على موقع قاعدة بيانات الأفلام العربية
- كيليان مورفي على موقع ألو سيني (الفرنسية)
- كيليان مورفي على موقع ميوزك برينز (الإنجليزية)
- كيليان مورفي على موقع تيرنر كلاسيك موفيز (الإنجليزية)
- كيليان مورفي على موقع أول موفي (الإنجليزية)